# Hologaster
Hologaster is een kevergeslacht uit de familie van de boktorren (Cerambycidae). De wetenschappelijke naam van het geslacht werd voor het eerst geldig gepubliceerd in 1961 door Vinson.

## Soorten
Hologaster omvat de volgende soorten:
- Hologaster borbonicus Vinson, 1961
- Hologaster impressiusculus (Fairmaire, 1898)
- Hologaster kabateki Adlbauer, 2007
- Hologaster mohelianus Quentin & Villiers, 1979